# キャロル転位
キャロル転位（キャロルてんい、Carroll rearrangement）とは、有機化学における人名反応のひとつで、β-ケト酸のアリルエステルが [3,3]-シグマトロピー転位（クライゼン転位に相当）を起こした後に脱炭酸を起こし、生成物として γ,δ-不飽和ケトンを与える反応。
（例）H2C=CHCH2OC(=O)CH2C(=O)R + heat → H2C=CHCH2CH2C(=O)R
名称は報告者の M. F. Carroll にちなむ。
本来は熱により進行させる反応であったが、強塩基、あるいは Pd(PPh3)4 などの Pd(0) 触媒を用いれば穏和な条件でも同等の反応が起こることが知られるようになり、さらに近年では不斉反応へと進化している。Pd(0) を触媒とした場合の機構は熱的な場合と異なり、アリル基の Pd 上への移動（酸化的付加）に続く脱炭酸反応、最後にアリル基の再結合という経路を通る。